# 亚历山大·普希金
亚历山大·谢尔盖耶维奇·普希金（羅馬化：Aleksandr Sergeyevich Pushkin；1799年6月6日—1837年2月10日），俄罗斯文學家、語言學家、歷史學家、政論家，工於诗歌、戲剧、小说、文学評論及理論等範疇。他是俄国浪漫主义文学的杰出代表，俄国现实主义文学的奠基人，是十九世纪前期文学领域中最具声望的人物之一，被尊称为“俄国诗歌的太阳”、“俄国文学之父”，也是现代标准俄语的创始人。普希金的诗体小说《叶甫根尼·奥涅金》全景式地展示了当时俄国社会的全貌堪称“俄国生活的百科全书”。他不仅支持十二月党人的某些观点，更在自己的作品中提出了那个时代的主要社会性的问题：专制制度与民众的关系问题，贵族的生活道路问题、农民问题；塑造了有高度概括意义的典型形象：“多余人”、“金钱骑士”、“小人物”、农民运动领袖。这些问题的提出和文学形象的产生，大大促进了俄国社会思想的前进，有利于唤醒人民，有利于俄国解放运动的发展。
普希金的优秀作品达到了内容与形式的高度统一，他的抒情诗内容丰富、感情深挚、形式灵活、结构精巧、韵律优美。他的散文及小说情节集中、结构严整、描写生动简练。普希金的创作对俄罗斯现实主义文学及世界文学的发展都有重要影响，高尔基称之为“一切开端的开端”。。代表作有诗歌《自由颂》、《致大海》、《致恰达耶夫》、《我记得那美妙的一瞬》、《鲁斯兰和柳德米拉》、《青铜骑士》等，诗体小说《叶甫盖尼·奥涅金》，短篇小說《黑桃皇后》、中篇小说《上尉的女儿》等。

## 生平

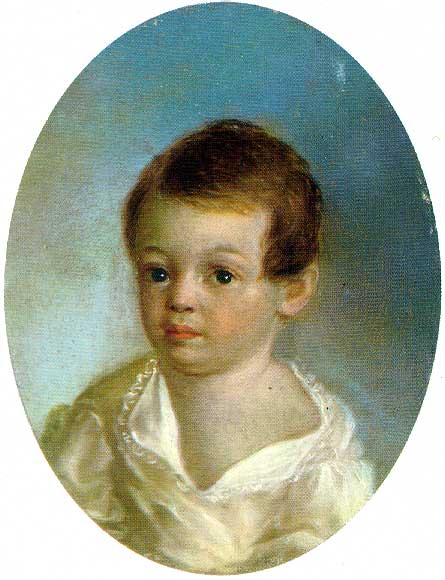
Xavier de Maistre所作的普希金童年的肖像画

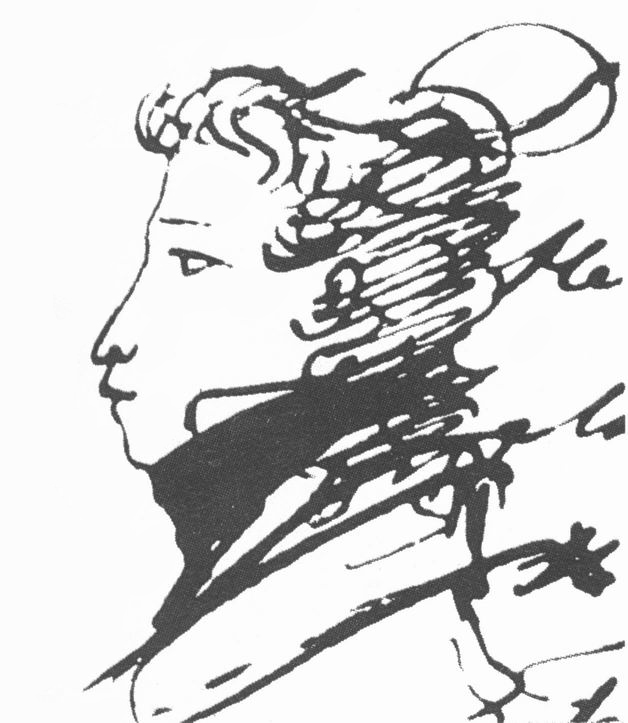
普希金自画像

普希金出生于莫斯科。其曾外祖父是非裔将军阿布拉姆·彼得罗维奇·加尼巴尔；而其曾祖父是沙俄時代獲高榮譽的御林軍侍衛亚历山大·彼得洛维奇·普希金:16。普希金从1805年到1810年他每年夏天都在他祖母处在莫斯科附近的一个村庄里度过。他童年的这些生活经验后来都体现在他早年的诗中。
他在位于聖彼得堡皇村的帝国学院Tsarskoye Selo Lyceum中就学六年，这是一个1811年10月19日成立的中学。在这段时间里普希金经历了1812年对抗拿破仑的战争。在1815年，普希金發表了第一首爱国诗。虽然他当时还是一个学生，他被圣彼得堡的一个文学协会阿尔扎马斯接纳为会员。这个协会反对当时盛行的保守的、硬板的语言文字，提倡俄罗斯语言。普希金早年的诗充满了生机。
1816年他的诗的风格突然转变了，哀歌成为他最主要的作品。
1817年普希金毕业，他在彼得堡的外交协会任秘书。他经常去剧院，参加阿尔扎马斯的会议。他还加入了一个称为“绿灯”的文学和剧作团体。这个团体与当时贵族中反对沙皇专制的团体有一定的联系。虽然普希金没有参加他们的政治运动，但他与这个运动中的许多人是好朋友，他写的讽刺短诗受到了这个运动的影响。在这段时间里他一直在写一部长诗《鲁斯兰与柳德米拉 (叙事诗)》，这部长诗从他还在学校里的时候就开始了。1820年5月他完成了这部长诗。但当时的批评界对它的评价不高。
1820年初普希金的一些讽刺诗给他带来了麻烦，在这些诗里他嘲讽了一些当权的人，比如当时的战争部长和教育部长。在一些有权势的朋友的帮助下他没有被流放到西伯利亚，但他依然不得不离开圣彼得堡。他被下放到克里米亚。到1824年为止他在南俄不同的地方居住。从1823年开始他开始写长诗《叶甫盖尼·奥涅金》，这部长诗他一直到1830年才完成。从1824年到1825年他住在他父母的庄院，在这段时间里他与他父亲有很大的意见分歧。
他的悲剧《鲍里斯·戈都诺夫》标志着他离开当时陈腐的俄罗斯诗歌的开始。
1826年沙皇尼古拉一世接见他后他重新被允许在莫斯科和圣彼得堡居住。但沙皇亲自检查他的创作，他的作品和他的生活都受到了严格的监视。这也体现在了《叶甫盖尼·奥涅金》的创作中。普希金这段时间生活得非常不快，因为他无法按照自己的愿望生活。

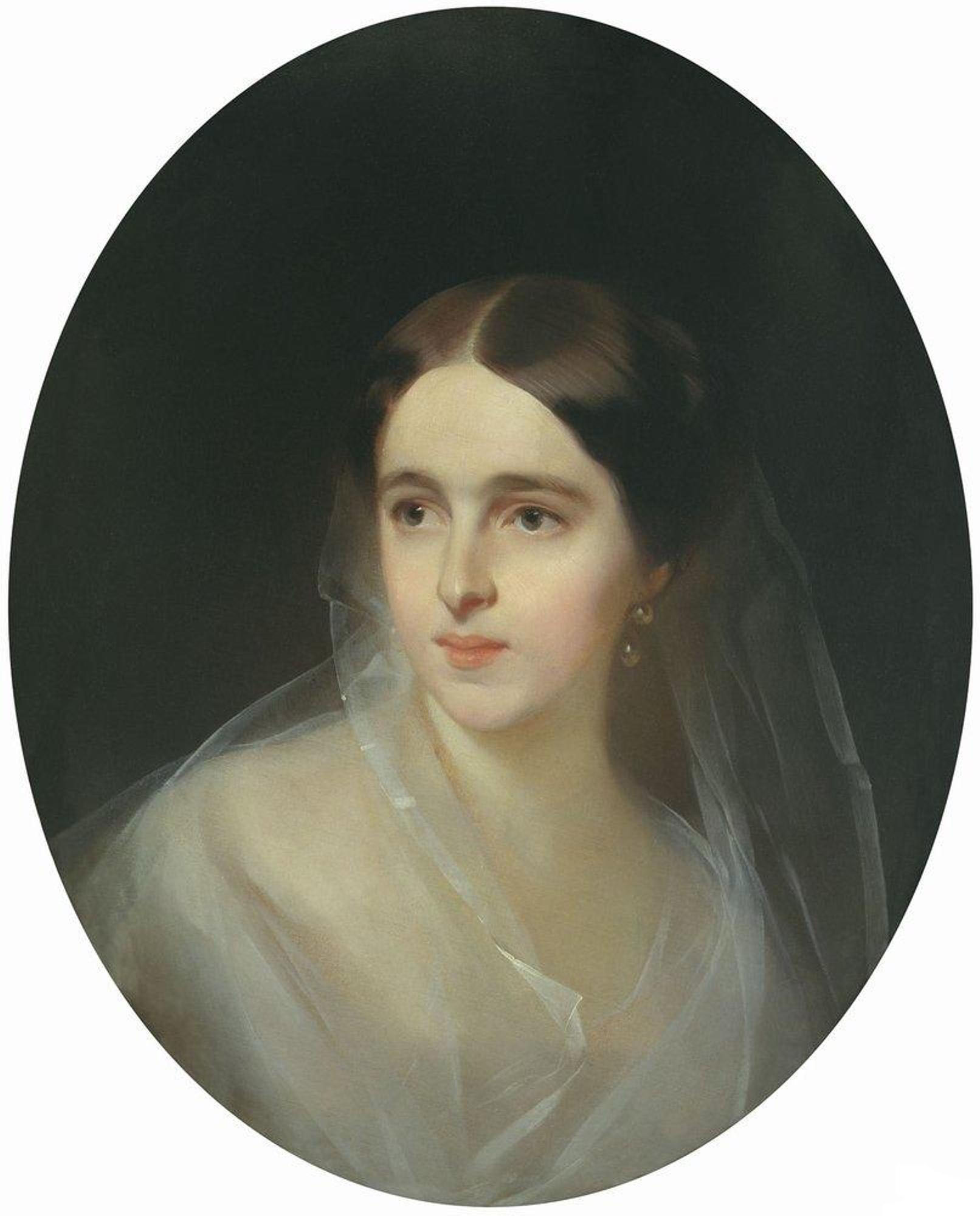
妻子娜塔丽娅的画像，Ivan Makarov1849年作

1831年普希金结婚，結婚當晚普希金手中的蠟燭忽然熄滅，讓普希金一驚，彷彿預告了他不幸的將來。婚後与夫人迁居圣彼得堡，夫人娜塔丽娅·岡察洛娃成為當時聖彼得堡社交界著名的美人，被譽為“聖彼得堡的天鵝”，美貌令其在當時的俄國宮廷中受到歡迎，普希金夫婦因而成為宮廷活動中的常客；然而這種上流社會的生活加重了普希金的經濟負擔，雖然因為他的名氣與其妻子與宮廷的接近，沙皇允許普希金在檔案局研究文獻，方便寫作《彼得大帝史》，但普希金仍然非常不快，他经常与人角斗，而且往往出于无足轻重的原因。他这段时间里的作品都体现出沉重的精神压力。
直到1836年他才被允许发行一部他自己的文学杂志。這個時期有一名法国流亡保皇黨人喬治·丹特斯瘋狂愛上他的夫人岡察洛娃，兩人經常相約共舞，後來普希金接到侮辱他的匿名信，信裡笑他是烏龜。1837年2月8日，普希金忍無可忍，為了名譽，他與丹特斯進行決鬥，結果腹部受了重伤，两天后去世，當時的報紙刊載：“俄羅斯詩歌的太陽殞落了”

### 普希金的后代
普希金与娜塔莉娅有4个子女，分别为: 玛丽亚（1832-1919）、亚历山大（1833-1914）、格里高利（1835-1905）, 和娜塔莉娅（1836-1913）。普希金子女中只有亚历山大和娜塔莉娅有后代。娜塔莉娅嫁给了拿骚的尼库劳斯·威廉王子；他们的孙女娜杰日达嫁入了英国王室家族（她是爱丁堡公爵菲利普亲王的舅媽）。诗人后代遍布全球，包括英国、德国与比利时。其中大约50个生活在俄罗斯，其中包括塔基亚娜·卢卡斯。她的曾祖母（普希金的孙女）嫁给了尼古莱·果戈理的侄子。卢卡斯女士目前生活在俄罗斯莫斯科州的克林。

## 影响和评价
普希金的诗和剧本为通俗语言进入俄罗斯文学铺平了道路，他的叙述风格结合戏剧性、浪漫主义和讽刺于一体，这个风格对许多俄罗斯诗人有深刻的影响，是继他以后俄罗斯文学的一个重要因素。与他同时期的浪漫主义诗人有乔治·戈登·拜伦和约翰·沃尔夫冈·哥德，他本人受伏尔泰和威廉·莎士比亚的悲剧的影响很大。
在俄罗斯文学史上和在俄国，普希金享有很高的地位。普希金在其生前，就对自己的成就颇为自信。在他的《纪念碑》（1836）一诗中，他写道：“我给自己建起了一座非手造的纪念碑，……整个伟大的俄罗斯都会听到我的传闻，各种各样的语言都会呼唤我的姓名，……我将长时期地受到人民的尊敬和爱戴：因为我用竖琴唤起了人民善良的感情，因为我歌颂过自由，在我的残酷的时代，我还曾为死者呼吁同情。”著名评论家别林斯基指出：“只有从普希金起，才开始有了俄罗斯文学，因为在他的诗歌里跳动着俄罗斯生活的脉搏。”伊凡·亚历山大罗维奇·冈察洛夫也称称“普希金是俄罗斯艺术之父和始祖，正象罗蒙诺索夫是俄罗斯科学之父一样”。
普希金的重大贡献在于创建俄罗斯文学语言，确立俄语规范。屠格涅夫说：毫无疑问，他创立了我们的诗歌语言和我们的文学语言。普希金的同时代人和好友果戈理也曾说：“一提到普希金的名字，马上就会突然想起这是一位俄罗斯民族诗人……。他像一部辞书一样，包含着我们语言的全部宝藏、力量和灵活性。……在他身上，俄罗斯的大自然、俄罗斯的灵魂、俄罗斯的语言、俄罗斯的性格反映得那样纯洁，那样美，就象在凸出的光学玻璃上反映出来的风景一样。” 普希金在浪漫主義的抒情詩和敘事詩的創作中，十分注意書面語與口頭語的完美結合，廣泛吸取民間語言的精華，使文學接近民族的生活和周圍的現實，為俄羅斯文學語言的最終形成作出了獨特的貢獻。
赫尔岑则说，在尼古拉一世反动统治的“残酷的时代”，“只有普希金的响亮辽阔的歌声在奴役和苦难的山谷里鸣响着：这个歌声继承了过去的时代，用勇敢的声音充实了今天的日子，并且把它的声音送向那遥远的未来”。普列汉诺夫、卢纳察尔斯基、高尔基等人对普希金也有所论述。高尔基曾指出：“普希金的创作是一条诗歌与散文的辽阔的光辉夺目的洪流。此外，他又是一个将浪漫主义同现实主义相结合的奠基人；这种结合……赋予俄罗斯文学以特有的色调和特有的面貌。”
普希金的作品被俄国著名的艺术家编成歌剧、舞剧，改编成话剧、儿童剧和摄成电影。他的诗歌被谱成歌曲，流传至今。俄罗斯文学研究所(又名“普希金之家”)是收藏普希金的私人藏书、手稿和研究普希金的中心。莫斯科和圣彼得堡建有普希金博物馆，圣彼得堡有在他生前最后一处住所莫伊卡河滨河路12号设立的普希金故居博物馆。米哈伊洛夫斯克村和附近的三山村以及普希金安葬地圣山修道院，已改为普希金文物保护区。在俄罗斯，普希金的研究形成为“普希金学”。多年来，普希金的作品被不断结集出版，研究著作也层出不穷。

## 作品

### 中短篇小說
- 《彼得大帝的黑奴》
- 《書信小說》
- 《亡人伊凡·彼得洛維奇·別爾金小說集》
- 《射擊》
- 《暴風雪》
- 《棺材老板》
- 《驛站長》
- 《村姑小姐》
- 《戈琉辛諾村源流考》
- 《羅斯拉夫列夫》
- 《杜布羅夫斯基》
- 《黑桃皇后》
- 《基爾沙里》
- 《埃及之夜》
- 《上尉的女儿》
- 《賓客聚集別墅》
- 《我們在別墅裡度過了一晚》

### 詩作
- 《巴奇薩拉的噴泉》
- 《致大海》
- 《青铜骑士》
- 《鲁斯兰与柳德米拉》
- 《致凱恩》
- 《渔夫和金鱼的故事》
- 《遲開的花朵更可愛》
- 《十月十九日》
- 《枉然的賦與》
- 《枉然的饋贈》
- 《你和您》
- 《當我以臂膊》
- 《當我緊緊擁抱著》
- 《哀歌》
- 《茨崗》
- 《為了遙遠的祖國的海岸》
- 《夠了，夠了，我親愛的》
- 《我的朋友，時不我待》
- 《假如生活欺騙了你》
- 《我曾經愛過你》
- 《自由颂》

## 延伸阅读
- 普希金. . 由宋雲森翻译. 啟明出版. 2016. ISBN 9789868856073.
- 普希金. . 浙江文艺出版社. 2012. ISBN 9787533935450.
- 普希金. . 上海译文出版社. 1999.
- 张铁夫 等著. . 湘潭大学出版社. 2009. ISBN 9787811280869.
- 张铁夫 等著. . 中国社会科学出版社. 2004. ISBN 9787500449485.